# UAE Tour 2021
L'UAE Tour 2021 fou la tercera edició de l'UAE Tour. La cursa es va disputar entre el 21 i el 27 de febrer, amb un recorregut de 1.044 km, dividit en set etapes. La cursa formava part de l'UCI World Tour 2021.
El vencedor final fou Tadej Pogačar (UAE Team Emirates), que s'imposà per 35" al britànic Adam Yates (Ineos Grenadiers) i per poc més d'un minut a João Almeida (Deceuninck-Quick Step), segon i tercer respectivament. En la segona etapa tot l'equip Alpecin-Fenix es va veure obligat a abandonar per un cas de coronavirus en un membre de l'equip tècnic.

## Equips participants
Vint equips prendran part a la cursa: els dinou WorldTeams i unequip continental professional.
| WorldTeams (19)- AG2R Citroën Team - Astana-Premier Tech - Bahrain Victorious - Bora-Hansgrohe - Cofidis - Deceuninck-Quick Step - EF Education-Nippo - Groupama-FDJ - Ineos Grenadiers - Intermarché-Wanty-Gobert Matériaux - Israel Start-Up Nation - Jumbo-Visma - Lotto Soudal - Movistar Team - Team BikeExchange - Team DSM - Qhubeka Assos - Trek-Segafredo - UAE Team Emirates ProTeam- Alpecin-Fenix |
| |

## Etapes
| Etapa    | Data      | Ciutats d'etapa                       | type                      | Distància (km) | Vencedor de l'etapa  | Líder de la general  |
| -------- | --------- | ------------------------------------- | ------------------------- | -------------- | -------------------- | -------------------- |
| 1a etapa | 21 de feb | Castell d'Al Dhafra – Al Mirfa        | etapa plana               | 176            | Mathieu van der Poel | Mathieu van der Poel |
| 2a etapa | 22 de feb | Illa Al Hudayriat – Illa Al Hudayriat | contrarellotge individual | 13             | Filippo Ganna        | Tadej Pogačar        |
| 3a etapa | 23 de feb | Al-Ain – Jebel Hafeet                 | etapa de muntanya         | 166            | Tadej Pogačar        | Tadej Pogačar        |
| 4a etapa | 24 de feb | Al Marjan Island – Al Marjan Island   | etapa plana               | 204            | Sam Bennett          | Tadej Pogačar        |
| 5a etapa | 25 de feb | Fujairah – Jabal Bil Ays              | etapa de muntanya         | 170            | Jonas Vingegaard     | Tadej Pogačar        |
| 6a etapa | 26 de feb | Palm Deira – Palm Jumeirah            | etapa plana               | 168            | Sam Bennett          | Tadej Pogačar        |
| 7a etapa | 27 de feb | Yas Mall – Abu Dhabi                  | etapa plana               | 147            | Caleb Ewan           | Tadej Pogačar        |

### Etapa 1
| \| Classificació de l'etapa \| Classificació de l'etapa \| Classificació de l'etapa \| Classificació de l'etapa \| Classificació de l'etapa \| \| Corredor \| Corredor \| Equip \| Temps \| \| \| ------------------------ \| ------------------------ \| ------------------------ \| ------------------------ \| ------------------------ \| \| 1r \| Mathieu van der Poel \| Alpecin-Fenix \| 3h 45' 47" \| \| \| 2n \| David Dekker \| Jumbo-Visma \| + 0" \| \| \| 3r \| Michael Mørkøv \| Deceuninck-Quick Step \| + 0" \| \| \| 4t \| Emīls Liepiņš \| Trek-Segafredo \| + 0" \| \| \| 5è \| Elia Viviani \| Cofidis \| + 0" \| \| \| 6è \| Tadej Pogačar \| UAE Team Emirates \| + 0" \| \| \| 7è \| Anthony Roux \| Groupama-FDJ \| + 0" \| \| \| 8è \| Chris Harper \| Jumbo-Visma \| + 3" \| \| \| 9è \| João Almeida \| Deceuninck-Quick Step \| + 3" \| \| \| 10è \| Fausto Masnada \| Deceuninck-Quick Step \| + 3" \| \| |                      |                       |            |
| |                      |                       |            |
| Font: ProCyclingStats |                      |                       |            |
| Classificació de l'etapa |                      |                       |            |
| Corredor | Corredor             | Equip                 | Temps      |
| 1r | Mathieu van der Poel | Alpecin-Fenix         | 3h 45' 47" |
| 2n | David Dekker         | Jumbo-Visma           | + 0"       |
| 3r | Michael Mørkøv       | Deceuninck-Quick Step | + 0"       |
| 4t | Emīls Liepiņš        | Trek-Segafredo        | + 0"       |
| 5è | Elia Viviani         | Cofidis               | + 0"       |
| 6è | Tadej Pogačar        | UAE Team Emirates     | + 0"       |
| 7è | Anthony Roux         | Groupama-FDJ          | + 0"       |
| 8è | Chris Harper         | Jumbo-Visma           | + 3"       |
| 9è | João Almeida         | Deceuninck-Quick Step | + 3"       |
| 10è | Fausto Masnada       | Deceuninck-Quick Step | + 3"       |

| \| Classificació general \| Classificació general \| Classificació general \| Classificació general \| Classificació general \| \| Corredor \| Corredor \| Equip \| Temps \| \| \| --------------------- \| --------------------- \| --------------------- \| --------------------- \| --------------------- \| \| 1r \| Mathieu van der Poel \| Alpecin-Fenix \| 3h 45' 37" \| \| \| 2n \| David Dekker \| Jumbo-Visma \| + 4" \| \| \| 3r \| Michael Mørkøv \| Deceuninck-Quick Step \| + 6" \| \| \| 4t \| João Almeida \| Deceuninck-Quick Step \| + 7" \| \| \| 5è \| Tadej Pogačar \| UAE Team Emirates \| + 8" \| \| \| 6è \| Emīls Liepiņš \| Trek-Segafredo \| + 10" \| \| \| 7è \| Elia Viviani \| Cofidis \| + 10" \| \| \| 8è \| Anthony Roux \| Groupama-FDJ \| + 10" \| \| \| 9è \| Damiano Caruso \| Bahrain Victorious \| + 10" \| \| \| 10è \| Chris Harper \| Jumbo-Visma \| + 13" \| \| |                      |                       |            |
| |                      |                       |            |
| Font: ProCyclingStats |                      |                       |            |
| Classificació general |                      |                       |            |
| Corredor | Corredor             | Equip                 | Temps      |
| 1r | Mathieu van der Poel | Alpecin-Fenix         | 3h 45' 37" |
| 2n | David Dekker         | Jumbo-Visma           | + 4"       |
| 3r | Michael Mørkøv       | Deceuninck-Quick Step | + 6"       |
| 4t | João Almeida         | Deceuninck-Quick Step | + 7"       |
| 5è | Tadej Pogačar        | UAE Team Emirates     | + 8"       |
| 6è | Emīls Liepiņš        | Trek-Segafredo        | + 10"      |
| 7è | Elia Viviani         | Cofidis               | + 10"      |
| 8è | Anthony Roux         | Groupama-FDJ          | + 10"      |
| 9è | Damiano Caruso       | Bahrain Victorious    | + 10"      |
| 10è | Chris Harper         | Jumbo-Visma           | + 13"      |

### Etapa 2
| \| Classificació de l'etapa \| Classificació de l'etapa \| Classificació de l'etapa \| Classificació de l'etapa \| Classificació de l'etapa \| \| Corredor \| Corredor \| Equip \| Temps \| \| \| ------------------------ \| ------------------------ \| ------------------------ \| ------------------------ \| ------------------------ \| \| 1r \| Filippo Ganna \| Ineos Grenadiers \| 13' 56" \| \| \| 2n \| Stefan Bissegger \| EF Education-Nippo \| + 14" \| \| \| 3r \| Mikkel Bjerg \| UAE Team Emirates \| + 21" \| \| \| 4t \| Tadej Pogačar \| UAE Team Emirates \| + 24" \| \| \| 5è \| Luis León Sánchez Gil \| Astana-Premier Tech \| + 30" \| \| \| 6è \| João Almeida \| Deceuninck-Quick Step \| + 30" \| \| \| 7è \| Max Walscheid \| Qhubeka Assos \| + 32" \| \| \| 8è \| Stefan de Bod \| Astana-Premier Tech \| + 33" \| \| \| 9è \| Daniel Martínez Poveda \| Ineos Grenadiers \| + 36" \| \| \| 10è \| Matthias Brändle \| Israel Start-Up Nation \| + 38" \| \| |                        |                        |         |
| |                        |                        |         |
| Font: ProCyclingStats |                        |                        |         |
| Classificació de l'etapa |                        |                        |         |
| Corredor | Corredor               | Equip                  | Temps   |
| 1r | Filippo Ganna          | Ineos Grenadiers       | 13' 56" |
| 2n | Stefan Bissegger       | EF Education-Nippo     | + 14"   |
| 3r | Mikkel Bjerg           | UAE Team Emirates      | + 21"   |
| 4t | Tadej Pogačar          | UAE Team Emirates      | + 24"   |
| 5è | Luis León Sánchez Gil  | Astana-Premier Tech    | + 30"   |
| 6è | João Almeida           | Deceuninck-Quick Step  | + 30"   |
| 7è | Max Walscheid          | Qhubeka Assos          | + 32"   |
| 8è | Stefan de Bod          | Astana-Premier Tech    | + 33"   |
| 9è | Daniel Martínez Poveda | Ineos Grenadiers       | + 36"   |
| 10è | Matthias Brändle       | Israel Start-Up Nation | + 38"   |

| \| Classificació general \| Classificació general \| Classificació general \| Classificació general \| Classificació general \| \| Corredor \| Corredor \| Equip \| Temps \| \| \| --------------------- \| --------------------- \| --------------------- \| --------------------- \| --------------------- \| \| 1r \| Tadej Pogačar \| UAE Team Emirates \| 4h 00' 05" \| \| \| 2n \| João Almeida \| Deceuninck-Quick Step \| + 5" \| \| \| 3r \| Mattia Cattaneo \| Deceuninck-Quick Step \| + 18" \| \| \| 4t \| Chris Harper \| Jumbo-Visma \| + 33" \| \| \| 5è \| Adam Yates \| Ineos Grenadiers \| + 39" \| \| \| 6è \| Neilson Powless \| EF Education-Nippo \| + 41" \| \| \| 7è \| Anthony Roux \| Groupama-FDJ \| + 45" \| \| \| 8è \| David Dekker \| Jumbo-Visma \| + 46" \| \| \| 9è \| Michael Mørkøv \| Deceuninck-Quick Step \| + 47" \| \| \| 10è \| Mattias Skjelmose \| Trek-Segafredo \| + 48" \| \| |                   |                       |            |
| |                   |                       |            |
| Font: ProCyclingStats |                   |                       |            |
| Classificació general |                   |                       |            |
| Corredor | Corredor          | Equip                 | Temps      |
| 1r | Tadej Pogačar     | UAE Team Emirates     | 4h 00' 05" |
| 2n | João Almeida      | Deceuninck-Quick Step | + 5"       |
| 3r | Mattia Cattaneo   | Deceuninck-Quick Step | + 18"      |
| 4t | Chris Harper      | Jumbo-Visma           | + 33"      |
| 5è | Adam Yates        | Ineos Grenadiers      | + 39"      |
| 6è | Neilson Powless   | EF Education-Nippo    | + 41"      |
| 7è | Anthony Roux      | Groupama-FDJ          | + 45"      |
| 8è | David Dekker      | Jumbo-Visma           | + 46"      |
| 9è | Michael Mørkøv    | Deceuninck-Quick Step | + 47"      |
| 10è | Mattias Skjelmose | Trek-Segafredo        | + 48"      |

### Etapa 3
| \| Classificació de l'etapa \| Classificació de l'etapa \| Classificació de l'etapa \| Classificació de l'etapa \| Classificació de l'etapa \| \| Corredor \| Corredor \| Equip \| Temps \| \| \| ------------------------ \| ------------------------ \| ------------------------ \| ------------------------ \| ------------------------ \| \| 1r \| Tadej Pogačar \| UAE Team Emirates \| 3h 58' 27" \| \| \| 2n \| Adam Yates \| Ineos Grenadiers \| + 0" \| \| \| 3r \| Sergio Higuita García \| EF Education-Nippo \| + 47" \| \| \| 4t \| Emanuel Buchmann \| Bora-Hansgrohe \| + 47" \| \| \| 5è \| Harm Vanhoucke \| Lotto-Soudal \| + 47" \| \| \| 6è \| João Almeida \| Deceuninck-Quick Step \| + 47" \| \| \| 7è \| Florian Stork \| Team DSM \| + 54" \| \| \| 8è \| Neilson Powless \| EF Education-Nippo \| + 54" \| \| \| 9è \| Chris Harper \| Jumbo-Visma \| + 1' 00" \| \| \| 10è \| Geoffrey Bouchard \| AG2R Citroën Team \| + 1' 09" \| \| |                       |                       |            |
| |                       |                       |            |
| Font: ProCyclingStats |                       |                       |            |
| Classificació de l'etapa |                       |                       |            |
| Corredor | Corredor              | Equip                 | Temps      |
| 1r | Tadej Pogačar         | UAE Team Emirates     | 3h 58' 27" |
| 2n | Adam Yates            | Ineos Grenadiers      | + 0"       |
| 3r | Sergio Higuita García | EF Education-Nippo    | + 47"      |
| 4t | Emanuel Buchmann      | Bora-Hansgrohe        | + 47"      |
| 5è | Harm Vanhoucke        | Lotto-Soudal          | + 47"      |
| 6è | João Almeida          | Deceuninck-Quick Step | + 47"      |
| 7è | Florian Stork         | Team DSM              | + 54"      |
| 8è | Neilson Powless       | EF Education-Nippo    | + 54"      |
| 9è | Chris Harper          | Jumbo-Visma           | + 1' 00"   |
| 10è | Geoffrey Bouchard     | AG2R Citroën Team     | + 1' 09"   |

| \| Classificació general \| Classificació general \| Classificació general \| Classificació general \| Classificació general \| \| Corredor \| Corredor \| Equip \| Temps \| \| \| --------------------- \| ----------------------- \| --------------------- \| --------------------- \| --------------------- \| \| 1r \| Tadej Pogačar \| UAE Team Emirates \| 7h 58' 30" \| \| \| 2n \| Adam Yates \| Ineos Grenadiers \| + 43" \| \| \| 3r \| João Almeida \| Deceuninck-Quick Step \| + 1' 03" \| \| \| 4t \| Chris Harper \| Jumbo-Visma \| + 1' 43" \| \| \| 5è \| Neilson Powless \| EF Education-Nippo \| + 1' 45" \| \| \| 6è \| Mattias Skjelmose \| Trek-Segafredo \| + 2' 36" \| \| \| 7è \| Damiano Caruso \| Bahrain Victorious \| + 2' 38" \| \| \| 8è \| Mattia Cattaneo \| Deceuninck-Quick Step \| + 2' 39" \| \| \| 9è \| Rubén Fernández Andújar \| Cofidis \| + 3' 32" \| \| \| 10è \| Fausto Masnada \| Deceuninck-Quick Step \| + 4' 47" \| \| |                         |                       |            |
| |                         |                       |            |
| Font: ProCyclingStats |                         |                       |            |
| Classificació general |                         |                       |            |
| Corredor | Corredor                | Equip                 | Temps      |
| 1r | Tadej Pogačar           | UAE Team Emirates     | 7h 58' 30" |
| 2n | Adam Yates              | Ineos Grenadiers      | + 43"      |
| 3r | João Almeida            | Deceuninck-Quick Step | + 1' 03"   |
| 4t | Chris Harper            | Jumbo-Visma           | + 1' 43"   |
| 5è | Neilson Powless         | EF Education-Nippo    | + 1' 45"   |
| 6è | Mattias Skjelmose       | Trek-Segafredo        | + 2' 36"   |
| 7è | Damiano Caruso          | Bahrain Victorious    | + 2' 38"   |
| 8è | Mattia Cattaneo         | Deceuninck-Quick Step | + 2' 39"   |
| 9è | Rubén Fernández Andújar | Cofidis               | + 3' 32"   |
| 10è | Fausto Masnada          | Deceuninck-Quick Step | + 4' 47"   |

### Etapa 4
| \| Classificació de l'etapa \| Classificació de l'etapa \| Classificació de l'etapa \| Classificació de l'etapa \| Classificació de l'etapa \| \| Corredor \| Corredor \| Equip \| Temps \| \| \| ------------------------ \| ------------------------ \| ------------------------ \| ------------------------ \| ------------------------ \| \| 1r \| Sam Bennett \| Deceuninck-Quick Step \| 4h 51' 51" \| \| \| 2n \| David Dekker \| Jumbo-Visma \| + 0" \| \| \| 3r \| Caleb Ewan \| Lotto-Soudal \| + 0" \| \| \| 4t \| Elia Viviani \| Cofidis \| + 0" \| \| \| 5è \| Matteo Moschetti \| Trek-Segafredo \| + 0" \| \| \| 6è \| Pascal Ackermann \| Bora-Hansgrohe \| + 0" \| \| \| 7è \| Phil Bauhaus \| Bahrain Victorious \| + 0" \| \| \| 8è \| Giacomo Nizzolo \| Qhubeka Assos \| + 0" \| \| \| 9è \| Fernando Gaviria Rendón \| UAE Team Emirates \| + 0" \| \| \| 10è \| Kaden Groves \| BikeExchange \| + 0" \| \| |                         |                       |            |
| |                         |                       |            |
| Font: ProCyclingStats |                         |                       |            |
| Classificació de l'etapa |                         |                       |            |
| Corredor | Corredor                | Equip                 | Temps      |
| 1r | Sam Bennett             | Deceuninck-Quick Step | 4h 51' 51" |
| 2n | David Dekker            | Jumbo-Visma           | + 0"       |
| 3r | Caleb Ewan              | Lotto-Soudal          | + 0"       |
| 4t | Elia Viviani            | Cofidis               | + 0"       |
| 5è | Matteo Moschetti        | Trek-Segafredo        | + 0"       |
| 6è | Pascal Ackermann        | Bora-Hansgrohe        | + 0"       |
| 7è | Phil Bauhaus            | Bahrain Victorious    | + 0"       |
| 8è | Giacomo Nizzolo         | Qhubeka Assos         | + 0"       |
| 9è | Fernando Gaviria Rendón | UAE Team Emirates     | + 0"       |
| 10è | Kaden Groves            | BikeExchange          | + 0"       |

| \| Classificació general \| Classificació general \| Classificació general \| Classificació general \| Classificació general \| \| Corredor \| Corredor \| Equip \| Temps \| \| \| --------------------- \| ----------------------- \| --------------------- \| --------------------- \| --------------------- \| \| 1r \| Tadej Pogačar \| UAE Team Emirates \| 12h 50' 21" \| \| \| 2n \| Adam Yates \| Ineos Grenadiers \| + 43" \| \| \| 3r \| João Almeida \| Deceuninck-Quick Step \| + 1' 03" \| \| \| 4t \| Chris Harper \| Jumbo-Visma \| + 1' 43" \| \| \| 5è \| Neilson Powless \| EF Education-Nippo \| + 1' 45" \| \| \| 6è \| Mattias Skjelmose \| Trek-Segafredo \| + 2' 36" \| \| \| 7è \| Mattia Cattaneo \| Deceuninck-Quick Step \| + 2' 38" \| \| \| 8è \| Damiano Caruso \| Bahrain Victorious \| + 2' 38" \| \| \| 9è \| Rubén Fernández Andújar \| Cofidis \| + 3' 32" \| \| \| 10è \| Fausto Masnada \| Deceuninck-Quick Step \| + 4' 47" \| \| |                         |                       |             |
| |                         |                       |             |
| Font: ProCyclingStats |                         |                       |             |
| Classificació general |                         |                       |             |
| Corredor | Corredor                | Equip                 | Temps       |
| 1r | Tadej Pogačar           | UAE Team Emirates     | 12h 50' 21" |
| 2n | Adam Yates              | Ineos Grenadiers      | + 43"       |
| 3r | João Almeida            | Deceuninck-Quick Step | + 1' 03"    |
| 4t | Chris Harper            | Jumbo-Visma           | + 1' 43"    |
| 5è | Neilson Powless         | EF Education-Nippo    | + 1' 45"    |
| 6è | Mattias Skjelmose       | Trek-Segafredo        | + 2' 36"    |
| 7è | Mattia Cattaneo         | Deceuninck-Quick Step | + 2' 38"    |
| 8è | Damiano Caruso          | Bahrain Victorious    | + 2' 38"    |
| 9è | Rubén Fernández Andújar | Cofidis               | + 3' 32"    |
| 10è | Fausto Masnada          | Deceuninck-Quick Step | + 4' 47"    |

### Etapa 5
| \| Classificació de l'etapa \| Classificació de l'etapa \| Classificació de l'etapa \| Classificació de l'etapa \| Classificació de l'etapa \| \| Corredor \| Corredor \| Equip \| Temps \| \| \| ------------------------ \| ------------------------ \| ------------------------ \| ------------------------ \| ------------------------ \| \| 1r \| Jonas Vingegaard \| Jumbo-Visma \| 4h 19' 08" \| \| \| 2n \| Tadej Pogačar \| UAE Team Emirates \| + 3" \| \| \| 3r \| Adam Yates \| Ineos Grenadiers \| + 3" \| \| \| 4t \| Sergio Higuita García \| EF Education-Nippo \| + 5" \| \| \| 5è \| João Almeida \| Deceuninck-Quick Step \| + 6" \| \| \| 6è \| Nick Schultz \| BikeExchange \| + 6" \| \| \| 7è \| Sepp Kuss \| Jumbo-Visma \| + 8" \| \| \| 8è \| Wout Poels \| Bahrain Victorious \| + 8" \| \| \| 9è \| Ben Hermans \| Israel Start-Up Nation \| + 8" \| \| \| 10è \| Geoffrey Bouchard \| AG2R Citroën Team \| + 8" \| \| |                       |                        |            |
| |                       |                        |            |
| Font: ProCyclingStats |                       |                        |            |
| Classificació de l'etapa |                       |                        |            |
| Corredor | Corredor              | Equip                  | Temps      |
| 1r | Jonas Vingegaard      | Jumbo-Visma            | 4h 19' 08" |
| 2n | Tadej Pogačar         | UAE Team Emirates      | + 3"       |
| 3r | Adam Yates            | Ineos Grenadiers       | + 3"       |
| 4t | Sergio Higuita García | EF Education-Nippo     | + 5"       |
| 5è | João Almeida          | Deceuninck-Quick Step  | + 6"       |
| 6è | Nick Schultz          | BikeExchange           | + 6"       |
| 7è | Sepp Kuss             | Jumbo-Visma            | + 8"       |
| 8è | Wout Poels            | Bahrain Victorious     | + 8"       |
| 9è | Ben Hermans           | Israel Start-Up Nation | + 8"       |
| 10è | Geoffrey Bouchard     | AG2R Citroën Team      | + 8"       |

| \| Classificació general \| Classificació general \| Classificació general \| Classificació general \| Classificació general \| \| Corredor \| Corredor \| Equip \| Temps \| \| \| --------------------- \| ----------------------- \| --------------------- \| --------------------- \| --------------------- \| \| 1r \| Tadej Pogačar \| UAE Team Emirates \| 12h 50' 21" \| \| \| 2n \| Adam Yates \| Ineos Grenadiers \| + 45" \| \| \| 3r \| João Almeida \| Deceuninck-Quick Step \| + 1' 12" \| \| \| 4t \| Chris Harper \| Jumbo-Visma \| + 1' 54" \| \| \| 5è \| Neilson Powless \| EF Education-Nippo \| + 1' 56" \| \| \| 6è \| Mattias Skjelmose \| Trek-Segafredo \| + 2' 47" \| \| \| 7è \| Damiano Caruso \| Bahrain Victorious \| + 2' 49" \| \| \| 8è \| Mattia Cattaneo \| Deceuninck-Quick Step \| + 4' 03" \| \| \| 9è \| Rubén Fernández Andújar \| Cofidis \| + 4' 23" \| \| \| 10è \| Fausto Masnada \| Deceuninck-Quick Step \| + 6' 40" \| \| |                         |                       |             |
| |                         |                       |             |
| Font: ProCyclingStats |                         |                       |             |
| Classificació general |                         |                       |             |
| Corredor | Corredor                | Equip                 | Temps       |
| 1r | Tadej Pogačar           | UAE Team Emirates     | 12h 50' 21" |
| 2n | Adam Yates              | Ineos Grenadiers      | + 45"       |
| 3r | João Almeida            | Deceuninck-Quick Step | + 1' 12"    |
| 4t | Chris Harper            | Jumbo-Visma           | + 1' 54"    |
| 5è | Neilson Powless         | EF Education-Nippo    | + 1' 56"    |
| 6è | Mattias Skjelmose       | Trek-Segafredo        | + 2' 47"    |
| 7è | Damiano Caruso          | Bahrain Victorious    | + 2' 49"    |
| 8è | Mattia Cattaneo         | Deceuninck-Quick Step | + 4' 03"    |
| 9è | Rubén Fernández Andújar | Cofidis               | + 4' 23"    |
| 10è | Fausto Masnada          | Deceuninck-Quick Step | + 6' 40"    |

### Etapa 6
| \| Classificació de l'etapa \| Classificació de l'etapa \| Classificació de l'etapa \| Classificació de l'etapa \| Classificació de l'etapa \| \| Corredor \| Corredor \| Equip \| Temps \| \| \| ------------------------ \| ------------------------ \| ------------------------ \| ------------------------ \| ------------------------ \| \| 1r \| Sam Bennett \| Deceuninck-Quick Step \| 3h 32' 23" \| \| \| 2n \| Elia Viviani \| Cofidis \| + 0" \| \| \| 3r \| Pascal Ackermann \| Bora-Hansgrohe \| + 0" \| \| \| 4t \| David Dekker \| Jumbo-Visma \| + 0" \| \| \| 5è \| Fernando Gaviria Rendón \| UAE Team Emirates \| + 0" \| \| \| 6è \| Giacomo Nizzolo \| Qhubeka Assos \| + 0" \| \| \| 7è \| Kaden Groves \| BikeExchange \| + 0" \| \| \| 8è \| André Greipel \| Israel Start-Up Nation \| + 0" \| \| \| 9è \| Cees Bol \| Team DSM \| + 0" \| \| \| 10è \| Michael Mørkøv \| Deceuninck-Quick Step \| + 0" \| \| |                         |                        |            |
| |                         |                        |            |
| Font: ProCyclingStats |                         |                        |            |
| Classificació de l'etapa |                         |                        |            |
| Corredor | Corredor                | Equip                  | Temps      |
| 1r | Sam Bennett             | Deceuninck-Quick Step  | 3h 32' 23" |
| 2n | Elia Viviani            | Cofidis                | + 0"       |
| 3r | Pascal Ackermann        | Bora-Hansgrohe         | + 0"       |
| 4t | David Dekker            | Jumbo-Visma            | + 0"       |
| 5è | Fernando Gaviria Rendón | UAE Team Emirates      | + 0"       |
| 6è | Giacomo Nizzolo         | Qhubeka Assos          | + 0"       |
| 7è | Kaden Groves            | BikeExchange           | + 0"       |
| 8è | André Greipel           | Israel Start-Up Nation | + 0"       |
| 9è | Cees Bol                | Team DSM               | + 0"       |
| 10è | Michael Mørkøv          | Deceuninck-Quick Step  | + 0"       |

| \| Classificació general \| Classificació general \| Classificació general \| Classificació general \| Classificació general \| \| Corredor \| Corredor \| Equip \| Temps \| \| \| --------------------- \| ----------------------- \| --------------------- \| --------------------- \| --------------------- \| \| 1r \| Tadej Pogačar \| UAE Team Emirates \| 20h 41' 59" \| \| \| 2n \| Adam Yates \| Ineos Grenadiers \| + 35" \| \| \| 3r \| João Almeida \| Deceuninck-Quick Step \| + 1' 02" \| \| \| 4t \| Chris Harper \| Jumbo-Visma \| + 1' 44" \| \| \| 5è \| Neilson Powless \| EF Education-Nippo \| + 1' 46" \| \| \| 6è \| Mattias Skjelmose \| Trek-Segafredo \| + 2' 37" \| \| \| 7è \| Damiano Caruso \| Bahrain Victorious \| + 2' 39" \| \| \| 8è \| Mattia Cattaneo \| Deceuninck-Quick Step \| + 3' 53" \| \| \| 9è \| Rubén Fernández Andújar \| Cofidis \| + 4' 13" \| \| \| 10è \| Fausto Masnada \| Deceuninck-Quick Step \| + 6' 30" \| \| |                         |                       |             |
| |                         |                       |             |
| Font: ProCyclingStats |                         |                       |             |
| Classificació general |                         |                       |             |
| Corredor | Corredor                | Equip                 | Temps       |
| 1r | Tadej Pogačar           | UAE Team Emirates     | 20h 41' 59" |
| 2n | Adam Yates              | Ineos Grenadiers      | + 35"       |
| 3r | João Almeida            | Deceuninck-Quick Step | + 1' 02"    |
| 4t | Chris Harper            | Jumbo-Visma           | + 1' 44"    |
| 5è | Neilson Powless         | EF Education-Nippo    | + 1' 46"    |
| 6è | Mattias Skjelmose       | Trek-Segafredo        | + 2' 37"    |
| 7è | Damiano Caruso          | Bahrain Victorious    | + 2' 39"    |
| 8è | Mattia Cattaneo         | Deceuninck-Quick Step | + 3' 53"    |
| 9è | Rubén Fernández Andújar | Cofidis               | + 4' 13"    |
| 10è | Fausto Masnada          | Deceuninck-Quick Step | + 6' 30"    |

### Etapa 7
| \| Classificació de l'etapa \| Classificació de l'etapa \| Classificació de l'etapa \| Classificació de l'etapa \| Classificació de l'etapa \| \| Corredor \| Corredor \| Equip \| Temps \| \| \| ------------------------ \| ------------------------ \| ---------------------------------- \| ------------------------ \| ------------------------ \| \| 1r \| Caleb Ewan \| Lotto-Soudal \| 3h 18' 29" \| \| \| 2n \| Sam Bennett \| Deceuninck-Quick Step \| + 0" \| \| \| 3r \| Phil Bauhaus \| Bahrain Victorious \| + 0" \| \| \| 4t \| Michael Mørkøv \| Deceuninck-Quick Step \| + 0" \| \| \| 5è \| Cees Bol \| Team DSM \| + 0" \| \| \| 6è \| André Greipel \| Israel Start-Up Nation \| + 0" \| \| \| 7è \| Andrea Vendrame \| AG2R Citroën Team \| + 0" \| \| \| 8è \| Luka Mezgec \| BikeExchange \| + 0" \| \| \| 9è \| Riccardo Minali \| Intermarché-Wanty-Gobert Matériaux \| + 0" \| \| \| 10è \| Ievgueni Guiditx \| Astana-Premier Tech \| + 0" \| \| |                  |                                    |            |
| |                  |                                    |            |
| Font: ProCyclingStats |                  |                                    |            |
| Classificació de l'etapa |                  |                                    |            |
| Corredor | Corredor         | Equip                              | Temps      |
| 1r | Caleb Ewan       | Lotto-Soudal                       | 3h 18' 29" |
| 2n | Sam Bennett      | Deceuninck-Quick Step              | + 0"       |
| 3r | Phil Bauhaus     | Bahrain Victorious                 | + 0"       |
| 4t | Michael Mørkøv   | Deceuninck-Quick Step              | + 0"       |
| 5è | Cees Bol         | Team DSM                           | + 0"       |
| 6è | André Greipel    | Israel Start-Up Nation             | + 0"       |
| 7è | Andrea Vendrame  | AG2R Citroën Team                  | + 0"       |
| 8è | Luka Mezgec      | BikeExchange                       | + 0"       |
| 9è | Riccardo Minali  | Intermarché-Wanty-Gobert Matériaux | + 0"       |
| 10è | Ievgueni Guiditx | Astana-Premier Tech                | + 0"       |

## Classificacions finals

### Classificació general
| \| Classificació general \| Classificació general \| Classificació general \| Classificació general \| Classificació general \| \| Corredor \| Corredor \| Equip \| Temps \| \| \| --------------------- \| ----------------------- \| --------------------- \| --------------------- \| --------------------- \| \| 1r \| Tadej Pogačar \| UAE Team Emirates \| 24h 00' 28" \| \| \| 2n \| Adam Yates \| Ineos Grenadiers \| + 35" \| \| \| 3r \| João Almeida \| Deceuninck-Quick Step \| + 1' 02" \| \| \| 4t \| Chris Harper \| Jumbo-Visma \| + 1' 42" \| \| \| 5è \| Neilson Powless \| EF Education-Nippo \| + 1' 45" \| \| \| 6è \| Mattias Skjelmose \| Trek-Segafredo \| + 2' 37" \| \| \| 7è \| Damiano Caruso \| Bahrain Victorious \| + 2' 39" \| \| \| 8è \| Mattia Cattaneo \| Deceuninck-Quick Step \| + 3' 53" \| \| \| 9è \| Rubén Fernández Andújar \| Cofidis \| + 4' 13" \| \| \| 10è \| Fausto Masnada \| Deceuninck-Quick Step \| + 6' 30" \| \| |                         |                       |             |
| |                         |                       |             |
| Font: ProCyclingStats |                         |                       |             |
| Classificació general |                         |                       |             |
| Corredor | Corredor                | Equip                 | Temps       |
| 1r | Tadej Pogačar           | UAE Team Emirates     | 24h 00' 28" |
| 2n | Adam Yates              | Ineos Grenadiers      | + 35"       |
| 3r | João Almeida            | Deceuninck-Quick Step | + 1' 02"    |
| 4t | Chris Harper            | Jumbo-Visma           | + 1' 42"    |
| 5è | Neilson Powless         | EF Education-Nippo    | + 1' 45"    |
| 6è | Mattias Skjelmose       | Trek-Segafredo        | + 2' 37"    |
| 7è | Damiano Caruso          | Bahrain Victorious    | + 2' 39"    |
| 8è | Mattia Cattaneo         | Deceuninck-Quick Step | + 3' 53"    |
| 9è | Rubén Fernández Andújar | Cofidis               | + 4' 13"    |
| 10è | Fausto Masnada          | Deceuninck-Quick Step | + 6' 30"    |

### Classificacions secundàries
| Classificació per punts | Classificació per punts | Classificació per punts | Classificació per punts | Classificació per punts |
| Corredor                | Corredor                | Equip                   | Punts                   |                         |
| ----------------------- | ----------------------- | ----------------------- | ----------------------- | ----------------------- |
| 1r                      | David Dekker            | Jumbo-Visma             | 66 pts                  |                         |
| 2n                      | Sam Bennett             | Deceuninck-Quick Step   | 56 pts                  |                         |
| 3r                      | Tadej Pogačar           | UAE Team Emirates       | 51 pts                  |                         |
| 4t                      | João Almeida            | Deceuninck-Quick Step   | 35 pts                  |                         |
| 5è                      | Tony Gallopin           | AG2R Citroën Team       | 33 pts                  |                         |
| 6è                      | Elia Viviani            | Cofidis                 | 33 pts                  |                         |
| 7è                      | Caleb Ewan              | Lotto-Soudal            | 32 pts                  |                         |
| 8è                      | Adam Yates              | Ineos Grenadiers        | 28 pts                  |                         |
| 9è                      | Michael Mørkøv          | Deceuninck-Quick Step   | 28 pts                  |                         |
| 10è                     | Filippo Ganna           | Ineos Grenadiers        | 21 pts                  |                         |

| Classificació per punts | Classificació per punts | Classificació per punts | Classificació per punts | Classificació per punts |
| Corredor                | Corredor                | Equip                   | Punts                   |                         |
| ----------------------- | ----------------------- | ----------------------- | ----------------------- | ----------------------- |
| 1r                      | David Dekker            | Jumbo-Visma             | 66 pts                  |                         |
| 2n                      | Sam Bennett             | Deceuninck-Quick Step   | 56 pts                  |                         |
| 3r                      | Tadej Pogačar           | UAE Team Emirates       | 51 pts                  |                         |
| 4t                      | João Almeida            | Deceuninck-Quick Step   | 35 pts                  |                         |
| 5è                      | Tony Gallopin           | AG2R Citroën Team       | 33 pts                  |                         |
| 6è                      | Elia Viviani            | Cofidis                 | 33 pts                  |                         |
| 7è                      | Caleb Ewan              | Lotto-Soudal            | 32 pts                  |                         |
| 8è                      | Adam Yates              | Ineos Grenadiers        | 28 pts                  |                         |
| 9è                      | Michael Mørkøv          | Deceuninck-Quick Step   | 28 pts                  |                         |
| 10è                     | Filippo Ganna           | Ineos Grenadiers        | 21 pts                  |                         |

| Classificació de la muntanya | Classificació de la muntanya | Classificació de la muntanya | Classificació de la muntanya | Classificació de la muntanya |
| Corredor                     | Corredor                     | Equip                        | Punts                        |                              |
| ---------------------------- | ---------------------------- | ---------------------------- | ---------------------------- | ---------------------------- |

| Classificació de la muntanya | Classificació de la muntanya | Classificació de la muntanya | Classificació de la muntanya | Classificació de la muntanya |
| Corredor                     | Corredor                     | Equip                        | Punts                        |                              |
| ---------------------------- | ---------------------------- | ---------------------------- | ---------------------------- | ---------------------------- |

| Classificació del millor jove | Classificació del millor jove | Classificació del millor jove | Classificació del millor jove | Classificació del millor jove |
| Corredor                      | Corredor                      | Equip                         | Temps                         |                               |
| ----------------------------- | ----------------------------- | ----------------------------- | ----------------------------- | ----------------------------- |
| 1r                            | Tadej Pogačar                 | UAE Team Emirates             | 24h 00' 28"                   |                               |
| 2n                            | João Almeida                  | Deceuninck-Quick Step         | + 1' 02"                      |                               |
| 3r                            | Neilson Powless               | EF Education-Nippo            | + 1' 45"                      |                               |
| 4t                            | Mattias Skjelmose             | Trek-Segafredo                | + 2' 37"                      |                               |
| 5è                            | Sergio Higuita García         | EF Education-Nippo            | + 9' 47"                      |                               |
| 6è                            | Stefan de Bod                 | Astana-Premier Tech           | + 12' 34"                     |                               |
| 7è                            | Harm Vanhoucke                | Lotto-Soudal                  | + 13' 05"                     |                               |
| 8è                            | Rémy Rochas                   | Cofidis                       | + 14' 06"                     |                               |
| 9è                            | Mikkel Bjerg                  | UAE Team Emirates             | + 14' 18"                     |                               |
| 10è                           | Samuele Battistella           | Astana-Premier Tech           | + 14' 45"                     |                               |

| Classificació del millor jove | Classificació del millor jove | Classificació del millor jove | Classificació del millor jove | Classificació del millor jove |
| Corredor                      | Corredor                      | Equip                         | Temps                         |                               |
| ----------------------------- | ----------------------------- | ----------------------------- | ----------------------------- | ----------------------------- |
| 1r                            | Tadej Pogačar                 | UAE Team Emirates             | 24h 00' 28"                   |                               |
| 2n                            | João Almeida                  | Deceuninck-Quick Step         | + 1' 02"                      |                               |
| 3r                            | Neilson Powless               | EF Education-Nippo            | + 1' 45"                      |                               |
| 4t                            | Mattias Skjelmose             | Trek-Segafredo                | + 2' 37"                      |                               |
| 5è                            | Sergio Higuita García         | EF Education-Nippo            | + 9' 47"                      |                               |
| 6è                            | Stefan de Bod                 | Astana-Premier Tech           | + 12' 34"                     |                               |
| 7è                            | Harm Vanhoucke                | Lotto-Soudal                  | + 13' 05"                     |                               |
| 8è                            | Rémy Rochas                   | Cofidis                       | + 14' 06"                     |                               |
| 9è                            | Mikkel Bjerg                  | UAE Team Emirates             | + 14' 18"                     |                               |
| 10è                           | Samuele Battistella           | Astana-Premier Tech           | + 14' 45"                     |                               |

| Classificació per equips | Classificació per equips           | Classificació per equips | Classificació per equips |
| Equip                    | Equip                              | Temps                    |                          |
| ------------------------ | ---------------------------------- | ------------------------ | ------------------------ |
| 1r                       | UAE Team Emirates                  | 72h 07' 44"              |                          |
| 2n                       | Deceuninck-Quick Step              | + 5' 10"                 |                          |
| 3r                       | Jumbo-Visma                        | + 11' 01"                |                          |
| 4t                       | Cofidis                            | + 16' 28"                |                          |
| 5è                       | EF Education-Nippo                 | + 17' 25"                |                          |
| 6è                       | Bahrain Victorious                 | + 18' 59"                |                          |
| 7è                       | Astana-Premier Tech                | + 29' 11"                |                          |
| 8è                       | Bora-Hansgrohe                     | + 32' 12"                |                          |
| 9è                       | Trek-Segafredo                     | + 34' 17"                |                          |
| 10è                      | Intermarché-Wanty-Gobert Matériaux | + 34' 25"                |                          |

| Classificació per equips | Classificació per equips           | Classificació per equips | Classificació per equips |
| Equip                    | Equip                              | Temps                    |                          |
| ------------------------ | ---------------------------------- | ------------------------ | ------------------------ |
| 1r                       | UAE Team Emirates                  | 72h 07' 44"              |                          |
| 2n                       | Deceuninck-Quick Step              | + 5' 10"                 |                          |
| 3r                       | Jumbo-Visma                        | + 11' 01"                |                          |
| 4t                       | Cofidis                            | + 16' 28"                |                          |
| 5è                       | EF Education-Nippo                 | + 17' 25"                |                          |
| 6è                       | Bahrain Victorious                 | + 18' 59"                |                          |
| 7è                       | Astana-Premier Tech                | + 29' 11"                |                          |
| 8è                       | Bora-Hansgrohe                     | + 32' 12"                |                          |
| 9è                       | Trek-Segafredo                     | + 34' 17"                |                          |
| 10è                      | Intermarché-Wanty-Gobert Matériaux | + 34' 25"                |                          |

## Evolució de les classificacions
| Etapa                  | Vencedor               | Classificació general | Classificació per punts | Classificació dels esprints | Classificació dels joves | Classificació per equips |
| ---------------------- | ---------------------- | --------------------- | ----------------------- | --------------------------- | ------------------------ | ------------------------ |
| 1                      | Mathieu van der Poel   | Mathieu van der Poel  | Mathieu van der Poel    | João Almeida                | David Dekker             | Deceuninck-Quick Step    |
| 2                      | Filippo Ganna          | Tadej Pogačar         | João Almeida            | João Almeida                | Tadej Pogačar            | UAE Team Emirates        |
| 3                      | Tadej Pogačar          | Tadej Pogačar         | Tadej Pogačar           | João Almeida                | Tadej Pogačar            | UAE Team Emirates        |
| 4                      | Sam Bennett            | Tadej Pogačar         | David Dekker            | Tony Gallopin               | Tadej Pogačar            | UAE Team Emirates        |
| 5                      | Jonas Vingegaard       | Tadej Pogačar         | Tadej Pogačar           | Thomas De Gendt             | Tadej Pogačar            | UAE Team Emirates        |
| 6                      | Sam Bennett            | Tadej Pogačar         | David Dekker            | Tony Gallopin               | Tadej Pogačar            | UAE Team Emirates        |
| 7                      | Caleb Ewan             | Tadej Pogačar         | David Dekker            | Tony Gallopin               | Tadej Pogačar            | UAE Team Emirates        |
| Classificacions finals | Classificacions finals | Tadej Pogačar         | David Dekker            | Tony Gallopin               | Tadej Pogačar            | UAE Team Emirates        |

## Llista de participants
| UAE Team Emirates UAD | UAE Team Emirates UAD                        | UAE Team Emirates UAD |
| --------------------- | -------------------------------------------- | --------------------- |
| Núm                   | Ciclista                                     | Pos                   |
| 1                     | Tadej Pogačar (SLO) (crono)                  | 1r                    |
| 2                     | Mikkel Bjerg (DEN)                           | 29è                   |
| 3                     | Davide Formolo (ITA)                         | 23è                   |
| 4                     | Fernando Gaviria Rendón (COL)                | 71è                   |
| 5                     | Rafał Majka (POL)                            | 22è                   |
| 6                     | Jan Polanc (SLO)                             | 33è                   |
| 7                     | Maximiliano Richeze Araquistain (ARG) (ruta) | 93è                   |

| Ineos Grenadiers IGD | Ineos Grenadiers IGD                 | Ineos Grenadiers IGD |
| -------------------- | ------------------------------------ | -------------------- |
| Núm                  | Ciclista                             | Pos                  |
| 11                   | Adam Yates (GBR)                     | 2n                   |
| 12                   | Andrey Amador Bikkazakova (CRC)      | 123è                 |
| 13                   | Filippo Ganna (ITA) (crono)          | 106è                 |
| 14                   | Daniel Martínez Poveda (COL) (crono) | DNF-7                |
| 15                   | Brandon Rivera (COL)                 | 60è                  |
| 16                   | Luke Rowe (GBR)                      | 124è                 |
| 17                   | Iván Ramiro Sosa Cuervo (COL)        | 86è                  |

| AG2R Citroën Team ACT | AG2R Citroën Team ACT   | AG2R Citroën Team ACT |
| --------------------- | ----------------------- | --------------------- |
| Núm                   | Ciclista                | Pos                   |
| 21                    | Tony Gallopin (FRA)     | 79è                   |
| 22                    | François Bidard (FRA)   | 44è                   |
| 23                    | Geoffrey Bouchard (FRA) | 15è                   |
| 24                    | Mathias Frank (SUI)     | 54è                   |
| 25                    | Jaakko Hänninen (FIN)   | 41è                   |
| 26                    | Andrea Vendrame (ITA)   | 56è                   |
| 27                    | Lawrence Warbasse (USA) | 65è                   |

| Alpecin-Fenix AFC | Alpecin-Fenix AFC                 | Alpecin-Fenix AFC |
| ----------------- | --------------------------------- | ----------------- |
| Núm               | Ciclista                          | Pos               |
| 31                | Mathieu van der Poel (NED) (ruta) | NP-2              |
| 32                | Roy Jans (BEL)                    | NP-2              |
| 33                | Jasper Philipsen (BEL)            | NP-2              |
| 34                | Jonas Rickaert (BEL)              | NP-2              |
| 35                | Kristian Sbaragli (ITA)           | NP-2              |
| 36                | Gianni Vermeersch (BEL)           | NP-2              |
| 37                | Louis Vervaeke (BEL)              | NP-2              |

| Astana-Premier Tech APT | Astana-Premier Tech APT               | Astana-Premier Tech APT |
| ----------------------- | ------------------------------------- | ----------------------- |
| Núm                     | Ciclista                              | Pos                     |
| 41                      | Aleksei Lutsenko (KAZ) (ruta i crono) | 51è                     |
| 42                      | Samuele Battistella (ITA)             | 31è                     |
| 43                      | Stefan de Bod (RSA)                   | 24è                     |
| 44                      | Ievgueni Guiditx (KAZ)                | 88è                     |
| 45                      | Dmitri Grúzdev (KAZ)                  | 83è                     |
| 46                      | Luis León Sánchez Gil (ESP) (ruta)    | 20è                     |
| 47                      | Matteo Sobrero (ITA)                  | 50è                     |

| Bahrain Victorious TBV | Bahrain Victorious TBV | Bahrain Victorious TBV |
| ---------------------- | ---------------------- | ---------------------- |
| Núm                    | Ciclista               | Pos                    |
| 51                     | Wout Poels (NED)       | 19è                    |
| 52                     | Phil Bauhaus (GER)     | 115è                   |
| 53                     | Damiano Caruso (ITA)   | 7è                     |
| 54                     | Jack Haig (AUS)        | 30è                    |
| 55                     | Gino Mäder (SUI)       | 36è                    |
| 56                     | Jonathan Milan (ITA)   | 113è                   |
| 57                     | Fred Wright (GBR)      | 92è                    |

| Bora-Hansgrohe BOH | Bora-Hansgrohe BOH        | Bora-Hansgrohe BOH |
| ------------------ | ------------------------- | ------------------ |
| Núm                | Ciclista                  | Pos                |
| 61                 | Pascal Ackermann (GER)    | 114è               |
| 62                 | Cesare Benedetti (ITA)    | 97è                |
| 63                 | Emanuel Buchmann (GER)    | 12è                |
| 64                 | Patrick Konrad (AUT)      | 38è                |
| 65                 | Martin Laas (EST)         | 122è               |
| 66                 | Michael Schwarzmann (GER) | 116è               |
| 67                 | Ben Zwiehoff (GER)        | 26è                |

| Cofidis COF | Cofidis COF                   | Cofidis COF |
| ----------- | ----------------------------- | ----------- |
| Núm         | Ciclista                      | Pos         |
| 71          | Elia Viviani (ITA)            | 74è         |
| 72          | Rubén Fernández Andújar (ESP) | 9è          |
| 73          | Nathan Haas (AUS)             | 49è         |
| 74          | Rémy Rochas (FRA)             | 28è         |
| 75          | Fabio Sabatini (ITA)          | 120è        |
| 76          | Kenneth Vanbilsen (BEL)       | 77è         |
| 77          | Attilio Viviani (ITA)         | 105è        |

| Deceuninck-Quick Step DQT | Deceuninck-Quick Step DQT | Deceuninck-Quick Step DQT |
| ------------------------- | ------------------------- | ------------------------- |
| Núm                       | Ciclista                  | Pos                       |
| 81                        | Sam Bennett (IRL)         | 102è                      |
| 82                        | João Almeida (POR)        | 3r                        |
| 83                        | Shane Archbold (NZL)      | 73è                       |
| 84                        | Mattia Cattaneo (ITA)     | 8è                        |
| 85                        | Iljo Keisse (BEL)         | 95è                       |
| 86                        | Fausto Masnada (ITA)      | 10è                       |
| 87                        | Michael Mørkøv (DEN)      | 66è                       |

| EF Education-Nippo EFN | EF Education-Nippo EFN             | EF Education-Nippo EFN |
| ---------------------- | ---------------------------------- | ---------------------- |
| Núm                    | Ciclista                           | Pos                    |
| 92                     | Stefan Bissegger (SUI)             | 98è                    |
| 93                     | Lawson Craddock (USA)              | 61è                    |
| 94                     | Ruben Guerreiro (POR)              | 27è                    |
| 95                     | Sergio Higuita García (COL) (ruta) | 11è                    |
| 96                     | Neilson Powless (USA)              | 5è                     |
| 97                     | James Whelan (AUS)                 | 82è                    |

| Groupama-FDJ GFC | Groupama-FDJ GFC        | Groupama-FDJ GFC |
| ---------------- | ----------------------- | ---------------- |
| Núm              | Ciclista                | Pos              |
| 101              | Matteo Badilatti (SUI)  | 42è              |
| 102              | William Bonnet (FRA)    | 110è             |
| 103              | Alexys Brunel (FRA)     | 96è              |
| 104              | Mathieu Ladagnous (FRA) | 107è             |
| 105              | Olivier Le Gac (FRA)    | 55è              |
| 106              | Anthony Roux (FRA)      | DNF-6            |
| 107              | Attila Valter (HUN)     | 39è              |

| Intermarché-Wanty-Gobert Matériaux IWG | Intermarché-Wanty-Gobert Matériaux IWG | Intermarché-Wanty-Gobert Matériaux IWG |
| -------------------------------------- | -------------------------------------- | -------------------------------------- |
| Núm                                    | Ciclista                               | Pos                                    |
| 111                                    | Jan Hirt (CZE)                         | 37è                                    |
| 112                                    | Louis Meintjes (RSA)                   | 18è                                    |
| 113                                    | Wesley Kreder (NED)                    | 68è                                    |
| 114                                    | Riccardo Minali (ITA)                  | 103è                                   |
| 115                                    | Simone Petilli (ITA)                   | 53è                                    |
| 116                                    | Rein Taaramäe (EST)                    | 35è                                    |
| 117                                    | Kévin Van Melsen (BEL)                 | 94è                                    |

| Israel Start-Up Nation ISN | Israel Start-Up Nation ISN     | Israel Start-Up Nation ISN |
| -------------------------- | ------------------------------ | -------------------------- |
| Núm                        | Ciclista                       | Pos                        |
| 121                        | Christopher Froome (GBR)       | 47è                        |
| 122                        | Matthias Brändle (AUT) (crono) | 101è                       |
| 123                        | Alex Dowsett (GBR) (crono)     | 118è                       |
| 124                        | Omer Goldstein (ISR) (ruta)    | 57è                        |
| 125                        | André Greipel (GER)            | 80è                        |
| 126                        | Ben Hermans (BEL)              | 13è                        |
| 127                        | Rick Zabel (GER)               | 78è                        |

| Jumbo-Visma TJV | Jumbo-Visma TJV             | Jumbo-Visma TJV |
| --------------- | --------------------------- | --------------- |
| Núm             | Ciclista                    | Pos             |
| 131             | Koen Bouwman (NED)          | 34è             |
| 132             | David Dekker (NED)          | 70è             |
| 133             | Chris Harper (AUS)          | 4t              |
| 134             | Sepp Kuss (USA)             | 16è             |
| 135             | Christoph Pfingsten (GER)   | 58è             |
| 136             | Jonas Vingegaard (DEN)      | 46è             |
| 137             | Jos van Emden (NED) (crono) | NP-4            |

| Lotto-Soudal LTS | Lotto-Soudal LTS         | Lotto-Soudal LTS |
| ---------------- | ------------------------ | ---------------- |
| Núm              | Ciclista                 | Pos              |
| 141              | Caleb Ewan (AUS)         | 100è             |
| 142              | Jasper De Buyst (BEL)    | 67è              |
| 143              | Thomas De Gendt (BEL)    | 69è              |
| 144              | Roger Kluge (GER)        | 109è             |
| 145              | Harry Sweeny (AUS)       | 85è              |
| 146              | Tosh Van der Sande (BEL) | 72è              |
| 147              | Harm Vanhoucke (BEL)     | 25è              |

| Movistar Team MOV | Movistar Team MOV                 | Movistar Team MOV |
| ----------------- | --------------------------------- | ----------------- |
| Núm               | Ciclista                          | Pos               |
| 151               | Alejandro Valverde Belmonte (ESP) | 40è               |
| 152               | Héctor Carretero Milla (ESP)      | 63è               |
| 153               | Iñigo Elosegui (ESP)              | 91è               |
| 154               | Gregor Mühlberger (AUT)           | 62è               |
| 155               | Antonio Pedrero López (ESP)       | 52è               |
| 156               | Albert Torres Barceló (ESP)       | 111è              |
| 157               | Davide Villella (ITA)             | 32è               |

| BikeExchange BEX | BikeExchange BEX      | BikeExchange BEX |
| ---------------- | --------------------- | ---------------- |
| Núm              | Ciclista              | Pos              |
| 161              | Luka Mezgec (SLO)     | 89è              |
| 162              | Jack Bauer (NZL)      | 64è              |
| 163              | Kevin Colleoni (ITA)  | 75è              |
| 164              | Tsgabu Grmay (ETH)    | 43è              |
| 165              | Kaden Groves (AUS)    | DNF-7            |
| 166              | Michael Hepburn (AUS) | 90è              |
| 167              | Nick Schultz (AUS)    | 14è              |

| Team DSM DSM | Team DSM DSM                 | Team DSM DSM |
| ------------ | ---------------------------- | ------------ |
| Núm          | Ciclista                     | Pos          |
| 171          | Nikias Arndt (GER)           | 59è          |
| 172          | Thymen Arensman (NED)        | 45è          |
| 173          | Cees Bol (NED)               | 121è         |
| 174          | Alberto Dainese (ITA)        | 104è         |
| 175          | Mark Donovan (GBR)           | 48è          |
| 176          | Asbjørn Kragh Andersen (DEN) | 117è         |
| 177          | Florian Stork (GER)          | DNF-6        |

| Qhubeka Assos TQA | Qhubeka Assos TQA            | Qhubeka Assos TQA |
| ----------------- | ---------------------------- | ----------------- |
| Núm               | Ciclista                     | Pos               |
| 181               | Giacomo Nizzolo (ITA) (ruta) | 84è               |
| 182               | Lasse Norman Hansen (DEN)    | 119è              |
| 183               | Bert-Jan Lindeman (NED)      | 81è               |
| 184               | Matteo Pelucchi (ITA)        | 108è              |
| 185               | Domenico Pozzovivo (ITA)     | 21è               |
| 186               | Harry Tanfield (GBR)         | 125è              |
| 187               | Max Walscheid (GER)          | 99è               |

| Trek-Segafredo TFS | Trek-Segafredo TFS      | Trek-Segafredo TFS |
| ------------------ | ----------------------- | ------------------ |
| Núm                | Ciclista                | Pos                |
| 191                | Vincenzo Nibali (ITA)   | 17è                |
| 192                | Koen de Kort (NED)      | 112è               |
| 193                | Mattias Skjelmose (DEN) | 6è                 |
| 194                | Emīls Liepiņš (LAT)     | 87è                |
| 195                | Matteo Moschetti (ITA)  | DNF-6              |
| 196                | Kiel Reijnen (USA)      | 76è                |
| 197                | Antonio Tiberi (ITA)    | NP-3               |

| UAE Team Emirates UAD | UAE Team Emirates UAD                        | UAE Team Emirates UAD |
| --------------------- | -------------------------------------------- | --------------------- |
| Núm                   | Ciclista                                     | Pos                   |
| 1                     | Tadej Pogačar (SLO) (crono)                  | 1r                    |
| 2                     | Mikkel Bjerg (DEN)                           | 29è                   |
| 3                     | Davide Formolo (ITA)                         | 23è                   |
| 4                     | Fernando Gaviria Rendón (COL)                | 71è                   |
| 5                     | Rafał Majka (POL)                            | 22è                   |
| 6                     | Jan Polanc (SLO)                             | 33è                   |
| 7                     | Maximiliano Richeze Araquistain (ARG) (ruta) | 93è                   |

| Ineos Grenadiers IGD | Ineos Grenadiers IGD                 | Ineos Grenadiers IGD |
| -------------------- | ------------------------------------ | -------------------- |
| Núm                  | Ciclista                             | Pos                  |
| 11                   | Adam Yates (GBR)                     | 2n                   |
| 12                   | Andrey Amador Bikkazakova (CRC)      | 123è                 |
| 13                   | Filippo Ganna (ITA) (crono)          | 106è                 |
| 14                   | Daniel Martínez Poveda (COL) (crono) | DNF-7                |
| 15                   | Brandon Rivera (COL)                 | 60è                  |
| 16                   | Luke Rowe (GBR)                      | 124è                 |
| 17                   | Iván Ramiro Sosa Cuervo (COL)        | 86è                  |

| AG2R Citroën Team ACT | AG2R Citroën Team ACT   | AG2R Citroën Team ACT |
| --------------------- | ----------------------- | --------------------- |
| Núm                   | Ciclista                | Pos                   |
| 21                    | Tony Gallopin (FRA)     | 79è                   |
| 22                    | François Bidard (FRA)   | 44è                   |
| 23                    | Geoffrey Bouchard (FRA) | 15è                   |
| 24                    | Mathias Frank (SUI)     | 54è                   |
| 25                    | Jaakko Hänninen (FIN)   | 41è                   |
| 26                    | Andrea Vendrame (ITA)   | 56è                   |
| 27                    | Lawrence Warbasse (USA) | 65è                   |

| Alpecin-Fenix AFC | Alpecin-Fenix AFC                 | Alpecin-Fenix AFC |
| ----------------- | --------------------------------- | ----------------- |
| Núm               | Ciclista                          | Pos               |
| 31                | Mathieu van der Poel (NED) (ruta) | NP-2              |
| 32                | Roy Jans (BEL)                    | NP-2              |
| 33                | Jasper Philipsen (BEL)            | NP-2              |
| 34                | Jonas Rickaert (BEL)              | NP-2              |
| 35                | Kristian Sbaragli (ITA)           | NP-2              |
| 36                | Gianni Vermeersch (BEL)           | NP-2              |
| 37                | Louis Vervaeke (BEL)              | NP-2              |

| Astana-Premier Tech APT | Astana-Premier Tech APT               | Astana-Premier Tech APT |
| ----------------------- | ------------------------------------- | ----------------------- |
| Núm                     | Ciclista                              | Pos                     |
| 41                      | Aleksei Lutsenko (KAZ) (ruta i crono) | 51è                     |
| 42                      | Samuele Battistella (ITA)             | 31è                     |
| 43                      | Stefan de Bod (RSA)                   | 24è                     |
| 44                      | Ievgueni Guiditx (KAZ)                | 88è                     |
| 45                      | Dmitri Grúzdev (KAZ)                  | 83è                     |
| 46                      | Luis León Sánchez Gil (ESP) (ruta)    | 20è                     |
| 47                      | Matteo Sobrero (ITA)                  | 50è                     |

| Bahrain Victorious TBV | Bahrain Victorious TBV | Bahrain Victorious TBV |
| ---------------------- | ---------------------- | ---------------------- |
| Núm                    | Ciclista               | Pos                    |
| 51                     | Wout Poels (NED)       | 19è                    |
| 52                     | Phil Bauhaus (GER)     | 115è                   |
| 53                     | Damiano Caruso (ITA)   | 7è                     |
| 54                     | Jack Haig (AUS)        | 30è                    |
| 55                     | Gino Mäder (SUI)       | 36è                    |
| 56                     | Jonathan Milan (ITA)   | 113è                   |
| 57                     | Fred Wright (GBR)      | 92è                    |

| Bora-Hansgrohe BOH | Bora-Hansgrohe BOH        | Bora-Hansgrohe BOH |
| ------------------ | ------------------------- | ------------------ |
| Núm                | Ciclista                  | Pos                |
| 61                 | Pascal Ackermann (GER)    | 114è               |
| 62                 | Cesare Benedetti (ITA)    | 97è                |
| 63                 | Emanuel Buchmann (GER)    | 12è                |
| 64                 | Patrick Konrad (AUT)      | 38è                |
| 65                 | Martin Laas (EST)         | 122è               |
| 66                 | Michael Schwarzmann (GER) | 116è               |
| 67                 | Ben Zwiehoff (GER)        | 26è                |

| Cofidis COF | Cofidis COF                   | Cofidis COF |
| ----------- | ----------------------------- | ----------- |
| Núm         | Ciclista                      | Pos         |
| 71          | Elia Viviani (ITA)            | 74è         |
| 72          | Rubén Fernández Andújar (ESP) | 9è          |
| 73          | Nathan Haas (AUS)             | 49è         |
| 74          | Rémy Rochas (FRA)             | 28è         |
| 75          | Fabio Sabatini (ITA)          | 120è        |
| 76          | Kenneth Vanbilsen (BEL)       | 77è         |
| 77          | Attilio Viviani (ITA)         | 105è        |

| Deceuninck-Quick Step DQT | Deceuninck-Quick Step DQT | Deceuninck-Quick Step DQT |
| ------------------------- | ------------------------- | ------------------------- |
| Núm                       | Ciclista                  | Pos                       |
| 81                        | Sam Bennett (IRL)         | 102è                      |
| 82                        | João Almeida (POR)        | 3r                        |
| 83                        | Shane Archbold (NZL)      | 73è                       |
| 84                        | Mattia Cattaneo (ITA)     | 8è                        |
| 85                        | Iljo Keisse (BEL)         | 95è                       |
| 86                        | Fausto Masnada (ITA)      | 10è                       |
| 87                        | Michael Mørkøv (DEN)      | 66è                       |

| EF Education-Nippo EFN | EF Education-Nippo EFN             | EF Education-Nippo EFN |
| ---------------------- | ---------------------------------- | ---------------------- |
| Núm                    | Ciclista                           | Pos                    |
| 92                     | Stefan Bissegger (SUI)             | 98è                    |
| 93                     | Lawson Craddock (USA)              | 61è                    |
| 94                     | Ruben Guerreiro (POR)              | 27è                    |
| 95                     | Sergio Higuita García (COL) (ruta) | 11è                    |
| 96                     | Neilson Powless (USA)              | 5è                     |
| 97                     | James Whelan (AUS)                 | 82è                    |

| Groupama-FDJ GFC | Groupama-FDJ GFC        | Groupama-FDJ GFC |
| ---------------- | ----------------------- | ---------------- |
| Núm              | Ciclista                | Pos              |
| 101              | Matteo Badilatti (SUI)  | 42è              |
| 102              | William Bonnet (FRA)    | 110è             |
| 103              | Alexys Brunel (FRA)     | 96è              |
| 104              | Mathieu Ladagnous (FRA) | 107è             |
| 105              | Olivier Le Gac (FRA)    | 55è              |
| 106              | Anthony Roux (FRA)      | DNF-6            |
| 107              | Attila Valter (HUN)     | 39è              |

| Intermarché-Wanty-Gobert Matériaux IWG | Intermarché-Wanty-Gobert Matériaux IWG | Intermarché-Wanty-Gobert Matériaux IWG |
| -------------------------------------- | -------------------------------------- | -------------------------------------- |
| Núm                                    | Ciclista                               | Pos                                    |
| 111                                    | Jan Hirt (CZE)                         | 37è                                    |
| 112                                    | Louis Meintjes (RSA)                   | 18è                                    |
| 113                                    | Wesley Kreder (NED)                    | 68è                                    |
| 114                                    | Riccardo Minali (ITA)                  | 103è                                   |
| 115                                    | Simone Petilli (ITA)                   | 53è                                    |
| 116                                    | Rein Taaramäe (EST)                    | 35è                                    |
| 117                                    | Kévin Van Melsen (BEL)                 | 94è                                    |

| Israel Start-Up Nation ISN | Israel Start-Up Nation ISN     | Israel Start-Up Nation ISN |
| -------------------------- | ------------------------------ | -------------------------- |
| Núm                        | Ciclista                       | Pos                        |
| 121                        | Christopher Froome (GBR)       | 47è                        |
| 122                        | Matthias Brändle (AUT) (crono) | 101è                       |
| 123                        | Alex Dowsett (GBR) (crono)     | 118è                       |
| 124                        | Omer Goldstein (ISR) (ruta)    | 57è                        |
| 125                        | André Greipel (GER)            | 80è                        |
| 126                        | Ben Hermans (BEL)              | 13è                        |
| 127                        | Rick Zabel (GER)               | 78è                        |

| Jumbo-Visma TJV | Jumbo-Visma TJV             | Jumbo-Visma TJV |
| --------------- | --------------------------- | --------------- |
| Núm             | Ciclista                    | Pos             |
| 131             | Koen Bouwman (NED)          | 34è             |
| 132             | David Dekker (NED)          | 70è             |
| 133             | Chris Harper (AUS)          | 4t              |
| 134             | Sepp Kuss (USA)             | 16è             |
| 135             | Christoph Pfingsten (GER)   | 58è             |
| 136             | Jonas Vingegaard (DEN)      | 46è             |
| 137             | Jos van Emden (NED) (crono) | NP-4            |

| Lotto-Soudal LTS | Lotto-Soudal LTS         | Lotto-Soudal LTS |
| ---------------- | ------------------------ | ---------------- |
| Núm              | Ciclista                 | Pos              |
| 141              | Caleb Ewan (AUS)         | 100è             |
| 142              | Jasper De Buyst (BEL)    | 67è              |
| 143              | Thomas De Gendt (BEL)    | 69è              |
| 144              | Roger Kluge (GER)        | 109è             |
| 145              | Harry Sweeny (AUS)       | 85è              |
| 146              | Tosh Van der Sande (BEL) | 72è              |
| 147              | Harm Vanhoucke (BEL)     | 25è              |

| Movistar Team MOV | Movistar Team MOV                 | Movistar Team MOV |
| ----------------- | --------------------------------- | ----------------- |
| Núm               | Ciclista                          | Pos               |
| 151               | Alejandro Valverde Belmonte (ESP) | 40è               |
| 152               | Héctor Carretero Milla (ESP)      | 63è               |
| 153               | Iñigo Elosegui (ESP)              | 91è               |
| 154               | Gregor Mühlberger (AUT)           | 62è               |
| 155               | Antonio Pedrero López (ESP)       | 52è               |
| 156               | Albert Torres Barceló (ESP)       | 111è              |
| 157               | Davide Villella (ITA)             | 32è               |

| BikeExchange BEX | BikeExchange BEX      | BikeExchange BEX |
| ---------------- | --------------------- | ---------------- |
| Núm              | Ciclista              | Pos              |
| 161              | Luka Mezgec (SLO)     | 89è              |
| 162              | Jack Bauer (NZL)      | 64è              |
| 163              | Kevin Colleoni (ITA)  | 75è              |
| 164              | Tsgabu Grmay (ETH)    | 43è              |
| 165              | Kaden Groves (AUS)    | DNF-7            |
| 166              | Michael Hepburn (AUS) | 90è              |
| 167              | Nick Schultz (AUS)    | 14è              |

| Team DSM DSM | Team DSM DSM                 | Team DSM DSM |
| ------------ | ---------------------------- | ------------ |
| Núm          | Ciclista                     | Pos          |
| 171          | Nikias Arndt (GER)           | 59è          |
| 172          | Thymen Arensman (NED)        | 45è          |
| 173          | Cees Bol (NED)               | 121è         |
| 174          | Alberto Dainese (ITA)        | 104è         |
| 175          | Mark Donovan (GBR)           | 48è          |
| 176          | Asbjørn Kragh Andersen (DEN) | 117è         |
| 177          | Florian Stork (GER)          | DNF-6        |

| Qhubeka Assos TQA | Qhubeka Assos TQA            | Qhubeka Assos TQA |
| ----------------- | ---------------------------- | ----------------- |
| Núm               | Ciclista                     | Pos               |
| 181               | Giacomo Nizzolo (ITA) (ruta) | 84è               |
| 182               | Lasse Norman Hansen (DEN)    | 119è              |
| 183               | Bert-Jan Lindeman (NED)      | 81è               |
| 184               | Matteo Pelucchi (ITA)        | 108è              |
| 185               | Domenico Pozzovivo (ITA)     | 21è               |
| 186               | Harry Tanfield (GBR)         | 125è              |
| 187               | Max Walscheid (GER)          | 99è               |

| Trek-Segafredo TFS | Trek-Segafredo TFS      | Trek-Segafredo TFS |
| ------------------ | ----------------------- | ------------------ |
| Núm                | Ciclista                | Pos                |
| 191                | Vincenzo Nibali (ITA)   | 17è                |
| 192                | Koen de Kort (NED)      | 112è               |
| 193                | Mattias Skjelmose (DEN) | 6è                 |
| 194                | Emīls Liepiņš (LAT)     | 87è                |
| 195                | Matteo Moschetti (ITA)  | DNF-6              |
| 196                | Kiel Reijnen (USA)      | 76è                |
| 197                | Antonio Tiberi (ITA)    | NP-3               |